# Наркоза инертним гасом
Наркоза инертним гасом, азотна наркоза, наркоза током роњења (позната и као Мартини ефекат) је реверзибилна промена свести која се јавља током роњења на дубину. Узрокује га анестетички ефекат одређених инертних гасова при високом парцијалном притиску. Наркоза од грчке речи νάρκωσις (narkōsis), „чин умртвљености“, изведена је од израза νάρκη (narkē), „утрнулост“,  који су користили Хомер и Хипократ) производи стање слично пијанству (опијању алкохолом) или стању изазваном удисањем азот-оксида. Иако се може јавити и током плитких роњења, обично не постаје приметна на дубинама мањим од 30 метара.
Осим хелијума и вероватно неона, сви гасови који се могу удисати имају наркотичко дејство, иако у великој мери оно варира у степену дејства. Ефекат је конзистентно већи за гасове са већом растворљивошћу у липидима. Иако механизам овог феномена још увек није у потпуности јасан, постоје добри докази да су та два својства механички повезана.
Како се дубина зарона повећава, ментално оштећење може постати опасније. 
Рониоци могу научити да се носе са неким од ефеката наркозе, али је немогуће развити толеранцију. Наркоза може утицати на све рониоце који су под притиском околине, иако се осетљивост увелико разликује међу појединцима и од роњења до роњења. Главни начини подводног роњења који се баве његовом превенцијом и управљањем су роњењења са боцом и површинска роњењења на дубинама већим од 30 метара (98 стопа).
Наркоза се може потпуно преокренути за неколико минута успоном на мању дубину, без дугорочних ефеката. Стога се наркоза током роњења у отвореној води ретко развија у озбиљан проблем све док су рониоци свесни њених симптома и у стању да се попну на мању дубину како би се изборили са њом. 
Како се роњење преко 40 м дубине генерално сматра изван обима рекреативног роњења, током роњење на већим дубинама, наркоза и токсичност кисеоника постају критични фактори ризика,гтребало би користити мешавине гасова као што су тримикс или хелиокс. Ове смеше спречавају или смањују наркозу заменом неке или целе инертне фракције гаса за дисање не-наркотичним хелијумом.
Постоји синергија између токсичности угљен-диоксида и наркозе инертног гаса која је препозната, али није у потпуности схваћена. Услови у којима долази до великог интензивирања дисања због густине гасова јавља се  тенденција погоршања овог  ефекта.

## Епидемиологија
Наркоза је потенцијално једно од најопаснијих стања које може да утиче на рониоца на дубинама испод око 30 m. Осим повремене амнезије догађаја који су се десили на дубини, ефекти наркозе се у потпуности повлаче приликом изрона и стога сами по себи не представљају проблем, чак ни за поновљено, хронично или акутно излагање наркози. Ипак, тежина наркозе је непредвидива и може бити фатална током роњења, најчешће као последица неодговарајућег понашања рониоца у опасном окружењу.
Тестови су показали да сви рониоци могу бити погођени азотном наркозом. И док  неки роници имаји мање ефекте од других, неки се рониоци могу боље снаћи од других јер временом науче да се носе са субјективним оштећењем, мада основни ефекти понашања остају исти код свих ронилаца, без обзира на индивидуалне разлике и обуччености.
Ефекти наркозе током роњења посебно су опасни ако је ронилац самоуверен и сматра  да не доживљава наркозу, и настаља да рони и тим и даље бива под њеним утицајем.

## Класификација
Наркоза настаје услед удисања гасова под повишеним притиском и може се класификовати према главном укљученом гасу. Племенити гасови, осим хелијума и вероватно неона, као и азот, кисеоник и водоник изазивају смањење менталних функција, али њихов утицај на психомоторну функцију (процесе који утичу на координацију сензорних или когнитивних процеса и моторичке активности) веома варира.
Племенити гасови аргон, криптон и ксенон су више наркотични од азота при датом притиску, а ксенон има толико анестетичке активности да је употребљив анестетик при концентрацији од 80% и нормалном атмосферском притиску. Ксенон је историјски био прескуп да би се много користио у пракси, али се успешно користио за хируршке операције, а системи ксенонске анестезије се још увек предлажу и дизајнирају.

## Узроци
Узрок наркозе је везан за повећану растворљивост гасова у телесним ткивима, као резултат повишених притисака на дубини (Хенријев закон).  Претпоставља се да инертни гасови који се растварају у липидном двослоју ћелијских мембрана изазивају наркозу.  У скорије време, истраживачи су посматрали механизме протеина рецептора неуротрансмитера као могући узрок наркозе.  Мешавина гасова за дисање која улази у плућа рониоца имаће исти притисак као и околна вода, познат као притисак околине. После промене дубине, парцијални притисак инертних гасова у крви која пролази кроз мозак достиже притисак околине у року од минут-два, што за последицу има одложену промену наркотичког дејства након спуштања на нову дубину. Брза компресија појачава наркозу због задржавања угљен-диоксида.
Спознаја рониоца може бити поремећена при заронима чак и на 10 м, али промене обично нису приметне. Не постоји поуздан метод за предвиђање дубине на којој наркоза постаје приметна, или озбиљности ефекта на појединачног рониоца, јер може варирати од роњења до роњења чак и истог дана.
Значајно оштећење услед наркозе је све већи ризик испод дубине од  око 30 м, што одговара амбијенталном притиску од око 4 бара (400 кПа).  Већина организација за спортско роњење препоручује дубине не веће од 40 м (130 стопа) због ризика од наркозе. Када се удише ваздух на дубини од 90 м (300 стопа) – при притиску околине од око 10 бара (1.000 кПа) – наркоза код већине ронилаца доводи до халуцинација, губитка памћења и несвестице.  Бројни рониоци су погинули у покушајима да поставе рекорде дубине ваздуха испод 120 м. Због ових инцидената, Гинисова књига рекорда више не извештава о овој цифри.
Наркоза је упоређена са висинском болешћу у погледу њене варијабилности почетка (иако не и њених симптома); његови ефекти зависе од многих фактора, са варијацијама међу појединцима. Топлотна хладноћа, стрес, тежак посао, умор и задржавање угљен-диоксида повећавају ризик и тежину наркозе. Угљен-диоксид има висок наркотички потенцијал и такође узрокује повећан проток крви у мозгу, повећавајући ефекте других гасова. Повећан ризик од наркозе је резултат повећања количине угљен-диоксида задржаног кроз тешке вежбе, плитко или прескакање дисања, велики рад дисања или због слабе размене гасова у плућима.
Познато је да је наркоза додатак чак и минималној интоксикацији алкохолом. Други седативи и аналгетици, као што су опијатни наркотици и бензодиазепини, доприносе наркози.

## Знаци и симптоми
Због ефеката који мењају перцепцију, почетак наркозе може бити тешко препознатљив. У свом најбенигнијем облику, наркоза резултује ослобађањем од анксиозности – осећајем спокоја и овладавања околином. Ови ефекти су у суштини идентични различитим концентрацијама азот-оксида. Они такође подсећају (иако не толико) на ефекте алкохола и познатих бензодиазепинских лекова као што су диазепам и алпразолам.  Такви ефекти нису штетни осим ако не изазивају непосредну опасност да остане непрепозната и нерешена. Када се једном стабилизују, ефекти углавном остају исти на датој дубини, само се погоршавају ако ронилац зађе у дубље.
Најопаснији аспекти наркозе су оштећење расуђивања и координација, као и губитак способности доношења одлука и фокуса. Остали ефекти укључују вртоглавицу и поремећаје вида или слуха. У зависности од индивидуалних карактеристика рониоца и његове медицинске или личне историје синдром може изазвати узбуђење, вртоглавицу, екстремну анксиозност, депресију или параноју. Па тако нпр. код искусних, ронилац може се јавити осећај самоуверености, због које они занемарују устаљену безбедоносну праксу у роњењу.
Успорена ментална активност, на шта указује повећано време реакције и повећане грешке у когнитивним функцијама, су ефекти који повећавају ризик код ронилаца који погрешно управљају инцидентом.  Наркоза смањује и перцепцију хладноће и дрхтавице и на тај начин утиче на производњу телесне топлоте, која последично омогућава бржи пад унутрашње температуре у хладној води, уз смањену свест о проблему који се развија у телу.
Однос дубине и наркозе понекад је неформално познат као  Мартини ефекат (који упоређује начин на који азот делује депресивно на централни нервни систем попут „чаше мартинија попијене на празан стомак“). Овај ефекат заснован  је на идеји да наркоза резултује осећајем сличном оном изазваном бројен чашица мартинија на сваких 10 м испод 20 м дубине. Иако је ово груби водич за одреживање тежине азотне неркозе, он има за циљ да новим рониоцима да поређење азотне наркозе са ситуацијом из свакодневног живота која им је можда познатија.
У доњој, прилагођеној табели, према Deeper into Diving by Lippman and Mitchell, приказани су знаци и симптоми  сумирани у односу на типичне дубине морске воде у метрима и стопама:
| Притисак (bar) | Дубина (м) | Дубина (фт) | Коментари |
| -------------- | ---------- | ----------- | --- |
| 1–2            | 0–10       | 0–33        | - Неприметни мањи симптоми, или уопште нема симптома |
| 2–4            | 10–30      | 33–100      | - Благо оштећење обављања неувежбаних задатака - Благо поремећено расуђивање - Могућа блага еуфорија |
| 4–6            | 30–50      | 100–165     | - Одложен одговор на визуелне и слушне стимулусе - Расуђивање и непосредно памћење утицали су више од моторичке координације - Грешке у прорачуну и погрешни избори - Фиксирање идеја - Претерано самопоуздање и осећај благостања - Смех и говорљивост (у одајама) који се могу превазићи самоконтролом - Анксиозност (честа у хладној мутној води) |
| 6–8            | 50–70      | 165–230     | - Поспаност, поремећај расуђивања, конфузија - Халуцинације - Озбиљно кашњење у одговору на сигнале, упутства и друге стимулусе - Повремена вртоглавица - Неконтролисани смех, хистерија (у комори) - Терор код неких |
| 8–10           | 70–90      | 230–300     | - Слаба концентрација и ментална конфузија - Запањеност са извесним смањењем спретности и расуђивања - Губитак памћења, повећана раздражљивост |
| 10+            | 90+        | 300+        | - Интензивне халуцинације - Повећан интензитет вида и слуха - Осећај предстојећег замрачења или левитације - Вртоглавица, еуфорија, манична или депресивна стања - Неорганизованост осећаја за време, промене у изгледу лица - Губитак свести, (приближни инспирисани парцијални притисак азота за анестезију је 33 атм) - Смрт                      |

## Терапија
Када је наркоза инертног гаса присутна у лакшим облицима, смањење надморске висине је довољно за потпуну ремисију симптома.
У најтежим облицима, код којих је установљена акутна кардиореспираторна инсуфицијенција, може бити неопходно спровести маневре кардиопулмоналне реанимације ради одржавања виталних функција.